# Ágios Geórgios Monolithíou
Ágios Geórgios Monolithíou (Agios Georgios Monolithiou) är en ort i Grekland.   Den ligger i prefekturen Nomós Ioannínon och regionen Epirus, i den centrala delen av landet, 280 km nordväst om huvudstaden Aten. Ágios Geórgios Monolithíou ligger 323 meter över havet och antalet invånare är 122.
Terrängen runt Ágios Geórgios Monolithíou är varierad. Ágios Geórgios Monolithíou ligger nere i en dal. Runt Ágios Geórgios Monolithíou är det glesbefolkat, med 19 invånare per kvadratkilometer. Närmaste större samhälle är Prámanta, 9,8 km nordost om Ágios Geórgios Monolithíou. I omgivningarna runt Ágios Geórgios Monolithíou växer i huvudsak blandskog.